# Селевк III Сотер
Селевк III Сотер (гр. Σέλευκος Γ' Σωτὴρ), или Керавн (гр. Κεραυνός), е владетел от династията на Селевкидите, син на Селевк II Калиник и Лаодика II. Управлява от 225 пр.н.е. до 223 пр.н.е..
Младият Селевк III наследява една разпокъсана империя, а и не се радвал на добро здраве. Прозвището Керавн (гр. „Мълнията“) изглежда му е било дадено от войниците по-скоро като насмешка. По време на кампанията срещу Пергам Селевк III Сотер е убит от приближените си в Мала Азия. Наследен от брат си Антиох III.